# Pablo Martínez del Río
Pablo Martínez del Río (Ciudad de México, 10 de mayo de 1892-26 de enero de 1963) fue un historiador y arqueólogo mexicano. Se especializó en estudios de la prehistoria americana. Fue director del Instituto Nacional de Antropología e Historia y primero de la Escuela Nacional de Antropología e Historia. Fue miembro del Real Instituto Antropológico de la Gran Bretaña y de la Sociedad de Americanistas. Fue miembro de la Academia Mexicana de la Historia, ocupó el sillón 10, de 1938 a 1963.
Sus investigaciones se centraron en el origen del hombre americano. Participó en las excavaciones de la zona arqueológica de Tlatelolco de 1944 y en el descubrimiento de los restos del homínido que se consideró como el más antiguo durante varias décadas en el continente americano, el Hombre de Tepexpan.

## Obras
- Por la ventana de la prehistoria (1929)
- Orígenes del hombre americano (1936)
- Alumbrado (1937)
- El suplicio del hacendado (1938)
- Petroglifos y pinturas rupestres (1940)
- Ensayos sobre la Universidad de México, en colaboración con Samuel Ramos y Julio Jiménez Rueda (1941)